# Evropská liga UEFA 2022/2023 – skupinová fáze
Skupinová fáze Evropské ligy UEFA 2022/23 začala 8. září 2022 a skončila 3. listopadu 2022. Ve skupinové fázi se představilo celkem 32 týmů z 23 zemí, které které rozhodly o 16 z 24 míst ve vyřazovací fázi Evropské ligy UEFA 2022/23.
Ve skupinové fázi Evropské ligy se premiérově představily týmy Bodø/Glimt, Nantes, Union Berlín a Royale Union SG. Poslední jmenovaný se dokonce poprvé představil ve skupinové fázi jakékoliv klubové soutěže UEFA.

## Los
Losování skupinové fáze proběhlo 26. srpna 2022 v Instanbulu v Turecku. 32 týmů bylo rozlosováno do osmi skupin po čtyřech. Při losování byly týmy nasazeny do čtyř košů po osmi týmech na základě jejich klubového koeficientu UEFA z roku 2022. Týmy ze stejné ligy nemohly být nalosovány do stejné skupiny. Před losováním vytvořila UEFA dvojice týmů ze stejné země, včetně týmů hrajících ve skupinové fázi Evropské konferenční ligy (jedna dvojice pro země se dvěma nebo třemi týmy, dvě dvojice pro země se čtyřmi nebo pěti týmy), a to na základě televizních diváků, kdy byl jeden tým vylosován do skupin A-D a druhý tým do skupin E-H tak, aby tyto dva týmy měly rozdílné časy výkopů. Poté, co byly potvrzeny týmy skupinové fáze, UEFA oznámila následující dvojice (druhý tým ve dvojici označený EKL hraje ve skupinové fázi Evropské konferenční ligy):
- A  AS Řím a Lazio Řím.
- B  Manchester United a Arsenal.
- C  CZ Bělehrad a Partizan Bělehrad (EKL)
- D  Dynamo Kyjev a Dnipro-1 (EKL)
- E  Feyenoord a PSV Eindhoven.
- F  Rennes a Monako.
- G  Real Sociedad a Real Betis.
- H  Malmö a Djurgårdens (EKL)
- I  Midtjylland a Silkeborg (EKL)
- J  Bodø/Glimt a Molde (EKL)
- K  Union Berlín a Freiburg.
- L  Fenerbahçe a Trabzonspor.
- M  Nantes a Nice (EKL)
- N  Štýrský Hradec a Austria Vídeň (EKL)
- O  AEK Larnaka a Omonia.
- P  Curych a Basilej (EKL)

## Termíny
Termíny pro odehrání jednotlivých kol a jejich losování jsou uvedeny níže. Pokud není uvedeno jinak, los probíhá vždy v Nyonu, ve Švýcarsku, v sídle UEFA. Los proběhl 26. srpna 2022.
| Kolo    | Termín            |
| ------- | ----------------- |
| 1. kolo | 8. září 2022      |
| 2. kolo | 15. září 2022     |
| 3. kolo | 6. října 2022     |
| 4. kolo | 13. října 2022    |
| 5. kolo | 27. října 2022    |
| 6. kolo | 3. listopadu 2022 |

## Týmy
Níže jsou uvedeny zúčastněné týmy seřazené podle jejich klubového koeficientu UEFA v roce 2022. Patří mezi ně: 
- 12 týmů, které vstoupily do skupinové fáze přímo.
- 10 vítězů 4. předkola.
- 6 poražených z 4. předkola Ligy mistrů (4 z mistrovské části, 2 z nemistrovské části).
- 4 poražení z nemistrovské části 3. předkola Ligy mistrů.

| Klíč k barvám                                                           |
| ----------------------------------------------------------------------- |
| Vítězové skupin postupují přímo do osmifinále                           |
| 2. týmy skupin postupují do předkola play-off                           |
| 3. týmy skupin postupují do předkola play off Evropské konferenční ligy |

| Koš 1             | Koš 1   | Koš 2             | Koš 2  | Koš 3           | Koš 3  | Koš 4           | Koš 4  |
| ----------------- | ------- | ----------------- | ------ | --------------- | ------ | --------------- | ------ |
| AS Řím            | 100.000 | Feyenoord         | 40.000 | Šeriff Tiraspol | 22.500 | Nantes          | 12.016 |
| Manchester United | 105.000 | Rennes            | 33.000 | Real Betis      | 21.000 | HJK Helsinky    | 8.500  |
| Arsenal           | 80.000  | PSV Eindhoven     | 33.000 | Midtjylland     | 19.000 | Štýrský Hradec  | 7.770  |
| Lazio Řím         | 53.000  | Monako            | 26.000 | Bodø/Glimt      | 17.000 | AEK Larnaka     | 7.500  |
| Braga             | 46.000  | Real Sociedad     | 26.000 | Ferencváros     | 15.500 | Omonia          | 7.000  |
| CZ Bělehrad       | 46.000  | Karabach          | 25.000 | Union Berlín    | 15.042 | Curych          | 7.000  |
| Dynamo Kyjev      | 44.000  | Malmö             | 23.500 | SC Freiburg     | 15.042 | Royale Union SG | 6.120  |
| Olympiakos        | 41.000  | Ludogorec Razgrad | 23.000 | Fenerbahçe      | 14.500 | Trabzonspor     | 5.500  |

## Formát
V každé skupině se týmy utkaly systémem každý s každým doma a venku. Vítězové každé skupiny postoupily do osmifinále, zatímco druzí ve skupině postoupily do předkola play-off. Týmy na třetích místech postoupily do předkola play off Evropské konferenční ligy, zatímco týmy na čtvrtých místech byly pro tuto sezónu z evropských soutěží vyřazeny.

### Rozhodující kritéria
Týmy byly hodnoceny podle bodů (3 body za výhru, 1 bod za remízu, 0 bodů za prohru). Pokud měli dva nebo více týmů stejný počet bodů, použijí se pro určení pořadí následující kritéria rovnosti bodů v uvedeném pořadí:
1. Rozdíl branek ve všech zápasech skupiny;
2. Vstřelené góly ve všech zápasech skupiny;
3. Počet vítězních utkání ve všech zápasech skupiny;
4. Počet vítězních utkání na hřišti soupeře ve všech zápasech skupiny;
5. Disciplinární body (přímá červená karta = 3 body; dvě žluté karta = 3 body; jedna žlutá karta = 1 bod);
6. Klubový koeficient UEFA.

Vzhledem ke zrušení pravidla o počtu gólů ve venkovních zápasech se od minulé sezóny jako rozhodující faktor ve vyřazovacích zápasech nepoužívají góly ve venkovních zápasech. Celkový počet venkovních gólů se však jako rozhodující faktor ve skupinách uplatňoval i nadále.

## Skupiny
Termíny zápasů byly zveřejněny 27. srpna 2022, den po losování. Zápasy se hrály 8. září, 15. září, 6. října, 13. října, 27. října a 3. listopadu 2022. Časy výkopů byly 18:45 a 21:00 středoevropského času.
Časy jsou uvedeny podle středoevropského času, jak je uvádí UEFA (místní časy, pokud se liší, jsou uvedeny v závorkách).

### Skupina A
| Poř. | Tým           | Z | V | R | P | VG | OG | B  |
| ---- | ------------- | - | - | - | - | -- | -- | -- |
| 1.   | Arsenal       | 6 | 5 | 0 | 1 | 8  | 3  | 15 |
| 2.   | PSV Eindhoven | 6 | 4 | 1 | 1 | 15 | 4  | 13 |
| 3.   | Bodø/Glimt    | 6 | 1 | 1 | 4 | 5  | 10 | 4  |
| 4.   | Curych        | 6 | 1 | 0 | 5 | 5  | 16 | 3  |

1. Kolo
| 8. září 2022 18:45 |     |                            |                                                                  |
| Curych             | 1:2 | Arsenal                    | Kybunpark, St. Gallen diváci: 17 070 rozhodčí: Mohammed Al-Hakim |
| Kryeziu 44' (pen.) |     | Marquinhos 16' Nketiah 62' | Kybunpark, St. Gallen diváci: 17 070 rozhodčí: Mohammed Al-Hakim |

| 8. září 2022 18:45 |     |             |                                                                    |
| PSV Eindhoven      | 1:1 | Bodø/Glimt  | Philips Stadion, Eindhoven diváci: 28 627 rozhodčí: Georgi Kabakov |
| Gakpo 62'          |     | Grønbæk 44' | Philips Stadion, Eindhoven diváci: 28 627 rozhodčí: Georgi Kabakov |

2. Kolo
| 15. září 2022 21:00           |     |             |                                                                     |
| Bodø/Glimt                    | 2:1 | Curych      | Aspmyra Stadion, Bodø diváci: 8 000 rozhodčí: Stéphanie Frappartová |
| Selnæs 54' (vl.) Vetlesen 58' |     | Avdijaj 81' | Aspmyra Stadion, Bodø diváci: 8 000 rozhodčí: Stéphanie Frappartová |

3. Kolo
| 6. října 2022 18:45 |     |                                              |                                                           |
| Curych              | 1:5 | PSV Eindhoven                                | Letzigrund, Curych diváci: 10 626 rozhodčí: Willie Collum |
| Okita 87'           |     | Vertessen 10', 15' Gakpo 21', 55' Simons 35' | Letzigrund, Curych diváci: 10 626 rozhodčí: Willie Collum |

| 6. října 2022 21:00 UTC+1          |     |            |                                                               |
| Arsenal                            | 3:0 | Bodø/Glimt | Emirates Stadium, Londýn diváci: 59 724 rozhodčí: Harm Osmers |
| Nketiah 23' Holding 28' Vieira 84' |     |            | Emirates Stadium, Londýn diváci: 59 724 rozhodčí: Harm Osmers |

4. Kolo
| 13. října 2022 18:45 |     |          |                                                            |
| Bodø/Glimt           | 0:1 | Arsenal  | Aspmyra Stadion, Bodø diváci: 7 922 rozhodčí: Irfan Peljto |
|                      |     | Saka 24' | Aspmyra Stadion, Bodø diváci: 7 922 rozhodčí: Irfan Peljto |

| 13. října 2022 21:00                                   |     |        |                                                                   |
| PSV Eindhoven                                          | 5:0 | Curych | Philips Stadion, Eindhoven diváci: 30 000 rozhodčí: Ali Palabıyık |
| Gutiérrez 9' Veerman 15', 55' Sangaré 34' El Ghazi 84' |     |        | Philips Stadion, Eindhoven diváci: 30 000 rozhodčí: Ali Palabıyık |

Dohrávka 2. kola
| 20. října 2022 19:00 UTC+1 |     |               |                                                                                 |
| Arsenal                    | 1:0 | PSV Eindhoven | Emirates Stadium, Londýn diváci: 52 200 rozhodčí: Alejandro Hernández Hernández |
| Xhaka 71'                  |     |               | Emirates Stadium, Londýn diváci: 52 200 rozhodčí: Alejandro Hernández Hernández |

5. Kolo
| 27. října 2022 18:45               |     |                  |                                                               |
| Curych                             | 2:1 | Bodø/Glimt       | Letzigrund, Curych diváci: 10 168 rozhodčí: Jevhen Aranovskyj |
| Boranijašević 67' Marchesano 90+4' |     | Pellegrino 45+1' | Letzigrund, Curych diváci: 10 168 rozhodčí: Jevhen Aranovskyj |

| 27. října 2022 18:45    |     |         |                                                                    |
| PSV Eindhoven           | 2:0 | Arsenal | Philips Stadion, Eindhoven diváci: 35 000 rozhodčí: Marco Di Bello |
| Veerman 56' De Jong 63' |     |         | Philips Stadion, Eindhoven diváci: 35 000 rozhodčí: Marco Di Bello |

6. Kolo
| 3. listopadu 2022 21:00 UTC+0 |     |        |                                                                   |
| Arsenal                       | 1:0 | Curych | Emirates Stadium, Londýn diváci: 48 500 rozhodčí: Erik Lambrechts |
| Tierney 17'                   |     |        | Emirates Stadium, Londýn diváci: 48 500 rozhodčí: Erik Lambrechts |

| 3. listopadu 2022 21:00 |     |                                 |                                                              |
| Bodø/Glimt              | 1:2 | PSV Eindhoven                   | Aspmyra Stadion, Bodø diváci: 7 985 rozhodčí: Donatas Rumšas |
| Žugelj 90+3'            |     | Sampsted 36' (vl.) Bakayoko 52' | Aspmyra Stadion, Bodø diváci: 7 985 rozhodčí: Donatas Rumšas |

### Skupina B
| Poř. | Tým          | Z | V | R | P | VG | OG | B  |
| ---- | ------------ | - | - | - | - | -- | -- | -- |
| 1.   | Fenerbahçe   | 6 | 4 | 2 | 0 | 13 | 7  | 14 |
| 2.   | Rennes       | 6 | 3 | 3 | 0 | 11 | 8  | 12 |
| 3.   | AEK Larnaka  | 6 | 1 | 2 | 3 | 7  | 10 | 5  |
| 4.   | Dynamo Kyjev | 6 | 0 | 1 | 5 | 5  | 11 | 1  |

1. Kolo
| 8. září 2022 18:45 UTC+3 |     |                           |                                                             |
| AEK Larnaka              | 1:2 | Rennes                    | AEK Aréna, Larnaka diváci: 4 103 rozhodčí: Giorgi Kruašvili |
| Sanjurjo 33'             |     | Theate 29' Assignon 90+4' | AEK Aréna, Larnaka diváci: 4 103 rozhodčí: Giorgi Kruašvili |

| 8. září 2022 18:45 UTC+3             |     |              |                                                                                     |
| Fenerbahçe                           | 2:1 | Dynamo Kyjev | Fenerbahçe Şükrü Saracoğlu Stadyumu, Istanbul diváci: 41 895 rozhodčí: Tamás Bognár |
| Gustavo Henrique 35' Batshuayi 90+1' |     | Cygankov 63' | Fenerbahçe Şükrü Saracoğlu Stadyumu, Istanbul diváci: 41 895 rozhodčí: Tamás Bognár |

2. Kolo
| 15. září 2022 21:00 |     |             |                                                               |
| Dynamo Kyjev        | 0:1 | AEK Larnaka | Stadion Cracovie, Krakov diváci: 3 362 rozhodčí: Jakob Kehlet |
|                     |     | Gyurcsó 8'  | Stadion Cracovie, Krakov diváci: 3 362 rozhodčí: Jakob Kehlet |

| 15. září 2022 21:00   |     |                                   |                                                                |
| Rennes                | 2:2 | Fenerbahçe                        | Roazhon Park, Rennes diváci: 20 993 rozhodčí: Aleksei Kulbakov |
| Terrier 52' Majer 54' |     | Kahveci 60' Valencia 90+2' (pen.) | Roazhon Park, Rennes diváci: 20 993 rozhodčí: Aleksei Kulbakov |

3. Kolo
| 6. října 2022 21:00  |     |              |                                                                           |
| Rennes               | 2:1 | Dynamo Kyjev | Roazhon Park, Rennes diváci: 24 761 rozhodčí: José María Sánchez Martínez |
| Terrier 23' Doué 89' |     | Cygankov 33' | Roazhon Park, Rennes diváci: 24 761 rozhodčí: José María Sánchez Martínez |

| 6. října 2022 21:00 UTC+3     |     |             |                                                                                       |
| Fenerbahçe                    | 2:0 | AEK Larnaka | Fenerbahçe Şükrü Saracoğlu Stadyumu, Istanbul diváci: 38 860 rozhodčí: Chris Kavanagh |
| Batshuayi 26' Mamas 79' (vl.) |     |             | Fenerbahçe Şükrü Saracoğlu Stadyumu, Istanbul diváci: 38 860 rozhodčí: Chris Kavanagh |

4. Kolo
| 13. října 2022 18:45 |     |          |                                                                   |
| Dynamo Kyjev         | 0:1 | Rennes   | Stadion Cracovie, Krakov diváci: 5 398 rozhodčí: Serdar Gözübüyük |
|                      |     | Wooh 48' | Stadion Cracovie, Krakov diváci: 5 398 rozhodčí: Serdar Gözübüyük |

| 13. října 2022 18:45 UTC+3 |     |                                     |                                                             |
| AEK Larnaka                | 1:2 | Fenerbahçe                          | AEK Aréna, Larnaka diváci: 6 947 rozhodčí: Paweł Raczkowski |
| Trichkovski 52' (pen.)     |     | João Pedro 16' Batshuayi 80' (pen.) | AEK Aréna, Larnaka diváci: 6 947 rozhodčí: Paweł Raczkowski |

5. Kolo
| 27. října 2022 18:45 UTC+3    |     |                            |                                                                                      |
| Fenerbahçe                    | 3:3 | Rennes                     | Fenerbahçe Şükrü Saracoğlu Stadyumu, Istanbul diváci: 34 840 rozhodčí: Novak Simović |
| Valencia 42' Zajc 82' Mor 88' |     | Gouiri 5', 30' Terrier 16' | Fenerbahçe Şükrü Saracoğlu Stadyumu, Istanbul diváci: 34 840 rozhodčí: Novak Simović |

| 27. října 2022 18:45 UTC+3 |     |                             |                                                        |
| AEK Larnaka                | 3:3 | Dynamo Kyjev                | AEK Aréna, Larnaka diváci: 4 321 rozhodčí: John Beaton |
| Altman 26', 72' Lopes 53'  |     | Vanat 45' Harmaš 82', 90+2' | AEK Aréna, Larnaka diváci: 4 321 rozhodčí: John Beaton |

6. Kolo
| 3. listopadu 2022 21:00 |     |                      |                                                               |
| Dynamo Kyjev            | 0:2 | Fenerbahçe           | Stadion Cracovie, Krakov diváci: 6 304 rozhodčí: Duje Strukan |
|                         |     | Güler 23' Arão 45+2' | Stadion Cracovie, Krakov diváci: 6 304 rozhodčí: Duje Strukan |

| 3. listopadu 2022 21:00 |     |                  |                                                                 |
| Rennes                  | 1:1 | AEK Larnaka      | Roazhon Park, Rennes diváci: 27 210 rozhodčí: Mohammed Al-Hakim |
| Abline 17'              |     | Rafael Lopes 76' | Roazhon Park, Rennes diváci: 27 210 rozhodčí: Mohammed Al-Hakim |

### Skupina C
| Poř. | Tým               | Z | V | R | P | VG | OG | B  |
| ---- | ----------------- | - | - | - | - | -- | -- | -- |
| 1.   | Real Betis        | 6 | 5 | 1 | 0 | 12 | 4  | 16 |
| 2.   | AS Řím            | 6 | 3 | 1 | 2 | 11 | 7  | 10 |
| 3.   | Ludogorec Razgrad | 6 | 2 | 1 | 3 | 8  | 9  | 7  |
| 4.   | HJK Helsinky      | 6 | 0 | 1 | 5 | 2  | 13 | 1  |

1. Kolo
| 8. září 2022 18:45 UTC+3 |     |               |                                                                 |
| Ludogorec Razgrad        | 2:1 | AS Řím        | Huvepharma Aréna, Razgrad diváci: 10 011 rozhodčí: Craig Pawson |
| Cauly 72' Nonato 88'     |     | Šomurodov 86' | Huvepharma Aréna, Razgrad diváci: 10 011 rozhodčí: Craig Pawson |

| 8. září 2022 18:45 UTC+3 |     |                                |                                                                |
| HJK Helsinky             | 0:2 | Real Betis                     | Bolt Aréna, Helsinky diváci: 10 164 rozhodčí: Roi Reinshreiber |
|                          |     | Willian José 45+3' (pen.), 64' | Bolt Aréna, Helsinky diváci: 10 164 rozhodčí: Roi Reinshreiber |

2. Kolo
| 15. září 2022 21:00                       |     |                         |                                                                              |
| Real Betis                                | 3:2 | Ludogorec Razgrad       | Estadio Benito Villamarín, Sevilla diváci: 43 113 rozhodčí: Andris Treimanis |
| Luiz Henrique 25' Joaquín 35' Canales 59' |     | Despodov 45+1' Rick 74' | Estadio Benito Villamarín, Sevilla diváci: 43 113 rozhodčí: Andris Treimanis |

| 15. září 2022 21:00                   |     |              |                                                             |
| AS Řím                                | 3:0 | HJK Helsinky | Stadio Olimpico, Řím diváci: 60 193 rozhodčí: Radu Petrescu |
| Dybala 47' Pellegrini 49' Belotti 68' |     |              | Stadio Olimpico, Řím diváci: 60 193 rozhodčí: Radu Petrescu |

3. Kolo
| 6. října 2022 18:45 UTC+3 |     |                   |                                                                |
| HJK Helsinky              | 1:1 | Ludogorec Razgrad | Bolt Aréna, Helsinky diváci: 9 751 rozhodčí: Jevhen Aranovskyj |
| Hetemaj 55'               |     | Tissera 10'       | Bolt Aréna, Helsinky diváci: 9 751 rozhodčí: Jevhen Aranovskyj |

| 6. října 2022 21:00 |     |                                 |                                                         |
| AS Řím              | 1:2 | Real Betis                      | Stadio Olimpico, Řím diváci: 62 294 rozhodčí: Matej Jug |
| Dybala 34' (pen.)   |     | Rodríguez 40' Luiz Henrique 88' | Stadio Olimpico, Řím diváci: 62 294 rozhodčí: Matej Jug |

4. Kolo
| 13. října 2022 21:00 |     |             |                                                                                     |
| Real Betis           | 1:1 | AS Řím      | Estadio Benito Villamarín, Sevilla diváci: 52 472 rozhodčí: Anastasios Sidiropoulos |
| Canales 34'          |     | Belotti 53' | Estadio Benito Villamarín, Sevilla diváci: 52 472 rozhodčí: Anastasios Sidiropoulos |

| 13. října 2022 21:00 UTC+3 |     |              |                                                                 |
| Ludogorec Razgrad          | 2:0 | HJK Helsinky | Huvepharma Aréna, Razgrad diváci: 4 623 rozhodčí: Kristo Tohver |
| Gropper 38' Rick 64'       |     |              | Huvepharma Aréna, Razgrad diváci: 4 623 rozhodčí: Kristo Tohver |

5. Kolo
| 27. října 2022 18:45 UTC+3 |     |            |                                                                  |
| Ludogorec Razgrad          | 0:1 | Real Betis | Huvepharma Aréna, Razgrad diváci: 9 487 rozhodčí: Harald Lechner |
|                            |     | Fekir 56'  | Huvepharma Aréna, Razgrad diváci: 9 487 rozhodčí: Harald Lechner |

| 27. října 2022 21:00 UTC+3 |     |                                |                                                            |
| HJK Helsinky               | 1:2 | AS Řím                         | Bolt Aréna, Helsinky diváci: 9 751 rozhodčí: Tiago Martins |
| Hetemaj 54'                |     | Abraham 41' Hoskonen 62' (vl.) | Bolt Aréna, Helsinky diváci: 9 751 rozhodčí: Tiago Martins |

6. Kolo
| 3. listopadu 2022 21:00                       |     |                   |                                                             |
| AS Řím                                        | 3:1 | Ludogorec Razgrad | Stadio Olimpico, Řím diváci: 60 807 rozhodčí: Willie Collum |
| Pellegrini 56' (pen.), 65' (pen.) Zaniolo 85' |     | Rick 41'          | Stadio Olimpico, Řím diváci: 60 807 rozhodčí: Willie Collum |

| 3. listopadu 2022 21:00     |     |              |                                                                              |
| Real Betis                  | 3:0 | HJK Helsinky | Estadio Benito Villamarín, Sevilla diváci: 35 384 rozhodčí: Nikola Dabanović |
| Ruibal 20', 40' Fekir 90+3' |     |              | Estadio Benito Villamarín, Sevilla diváci: 35 384 rozhodčí: Nikola Dabanović |

### Skupina D
| Poř. | Tým                  | Z | V | R | P | VG | OG | B  |
| ---- | -------------------- | - | - | - | - | -- | -- | -- |
| 1.   | Union Saint-Gilloise | 6 | 4 | 1 | 1 | 11 | 7  | 13 |
| 2.   | Union Berlín         | 6 | 4 | 0 | 2 | 4  | 2  | 12 |
| 3.   | Braga                | 6 | 3 | 1 | 2 | 9  | 7  | 10 |
| 4.   | Malmö FF             | 6 | 0 | 0 | 6 | 3  | 11 | 0  |

1. Kolo
| 8. září 2022 18:45             |     |       |                                                            |
| Malmö                          | 0:2 | Braga | Eleda Stadion, Malmö diváci: 13 721 rozhodčí: Duje Strukan |
| Rodrigues 30' Horta 70' (pen.) |     |       | Eleda Stadion, Malmö diváci: 13 721 rozhodčí: Duje Strukan |

| 8. září 2022 18:45 |     |                 |                                                                              |
| Union Berlín       | 0:1 | Royale Union SG | Stadion An der Alten Försterei, Berlín diváci: 21 512 rozhodčí: Serhij Bojko |
|                    |     | Lynen 39'       | Stadion An der Alten Försterei, Berlín diváci: 21 512 rozhodčí: Serhij Bojko |

2. Kolo
| 15. září 2022 21:00                |     |                            |                                                             |
| Royale Union SG                    | 3:2 | Malmö                      | Den Dreef, Lovaň diváci: 4 373 rozhodčí: Bartosz Frankowski |
| Burgess 17' Teuma 69' Boniface 71' |     | Ceesay 6' Kiese Thelin 57' | Den Dreef, Lovaň diváci: 4 373 rozhodčí: Bartosz Frankowski |

| 15. září 2022 21:00 UTC+1 |     |              |                                                               |
| Braga                     | 1:0 | Union Berlín | Estádio Municipal, Braga diváci: 17 782 rozhodčí: Filip Glova |
| Vitinha 77'               |     |              | Estádio Municipal, Braga diváci: 17 782 rozhodčí: Filip Glova |

3. Kolo
| 6. října 2022 18:45 |     |              |                                                                |
| Malmö               | 0:1 | Union Berlín | Eleda Stadion, Malmö diváci: 16 057 rozhodčí: Halil Umut Meler |
|                     |     | Becker 68'   | Eleda Stadion, Malmö diváci: 16 057 rozhodčí: Halil Umut Meler |

| 6. října 2022 21:00 UTC+1 |     |                    |                                                                         |
| Braga                     | 1:2 | Royale Union SG    | Estádio Municipal, Braga diváci: 14 044 rozhodčí: Stéphanie Frappartová |
| Ruiz 49'                  |     | Nilsson 86', 90+4' | Estádio Municipal, Braga diváci: 14 044 rozhodčí: Stéphanie Frappartová |

4. Kolo
| 13. října 2022 18:45          |     |                       |                                                         |
| Royale Union SG               | 3:3 | Braga                 | Den Dreef, Lovaň diváci: 7 851 rozhodčí: Alijar Aghajev |
| Boniface 20', 62' Vanzeir 49' |     | Vitinha 15', 36', 41' | Den Dreef, Lovaň diváci: 7 851 rozhodčí: Alijar Aghajev |

| 13. října 2022 21:00 |     |       |                                                                                    |
| Union Berlín         | 1:0 | Malmö | Stadion An der Alten Försterei, Berlín diváci: 21 800 rozhodčí: Aleksandar Stavrev |
| Knoche 89' (pen.)    |     |       | Stadion An der Alten Försterei, Berlín diváci: 21 800 rozhodčí: Aleksandar Stavrev |

5. Kolo
| 27. října 2022 18:45 |     |                      |                                                                |
| Malmö                | 0:2 | Royale Union SG      | Eleda Stadion, Malmö diváci: 10 912 rozhodčí: Roi Reinshreiber |
|                      |     | Teuma 10' Lazare 42' | Eleda Stadion, Malmö diváci: 10 912 rozhodčí: Roi Reinshreiber |

| 27. října 2022 18:45 |     |       |                                                                              |
| Union Berlín         | 1:0 | Braga | Stadion An der Alten Försterei, Berlín diváci: 21 082 rozhodčí: Craig Pawson |
| Knoche 68' (pen.)    |     |       | Stadion An der Alten Försterei, Berlín diváci: 21 082 rozhodčí: Craig Pawson |

6. Kolo
| 3. listopadu 2022 21:00 |     |              |                                                           |
| Royale Union SG         | 0:1 | Union Berlín | Den Dreef, Lovaň diváci: 5 597 rozhodčí: Andris Treimanis |
|                         |     | Michel 6'    | Den Dreef, Lovaň diváci: 5 597 rozhodčí: Andris Treimanis |

| 3. listopadu 2022 21:00 UTC+0 |     |            |                                                                |
| Braga                         | 2:1 | Malmö      | Estádio Municipal, Braga diváci: 11 805 rozhodčí: Ruddy Buquet |
| R. Horta 36' Djaló 55'        |     | Sejdiu 77' | Estádio Municipal, Braga diváci: 11 805 rozhodčí: Ruddy Buquet |

### Skupina E
| Poř. | Tým               | Z | V | R | P | VG | OG | B  |
| ---- | ----------------- | - | - | - | - | -- | -- | -- |
| 1.   | Real Sociedad     | 6 | 5 | 0 | 1 | 10 | 2  | 15 |
| 2.   | Manchester United | 6 | 5 | 0 | 1 | 10 | 3  | 15 |
| 3.   | Šeriff Tiraspol   | 6 | 2 | 0 | 4 | 4  | 10 | 6  |
| 4.   | Omonia            | 6 | 0 | 0 | 6 | 3  | 12 | 0  |

1. Kolo
| 8. září 2022 21:00 UTC+1 |     |                   |                                                                  |
| Manchester United        | 0:1 | Real Sociedad     | Old Trafford, Manchester diváci: 74 310 rozhodčí: Marco Di Bello |
|                          |     | Méndez 59' (pen.) | Old Trafford, Manchester diváci: 74 310 rozhodčí: Marco Di Bello |

| 8. září 2022 21:00 UTC+3 |     |                                         |                                                              |
| Omonia                   | 0:3 | Šeriff Tiraspol                         | GSP Stadion, Nikósie diváci: 11 271 rozhodčí: Rade Obrenović |
|                          |     | Rasheed 2' Atiemwen 55' (pen.) Diop 76' | GSP Stadion, Nikósie diváci: 11 271 rozhodčí: Rade Obrenović |

2. Kolo
| 15. září 2022 18:45 UTC+3 |     |                               |                                                                  |
| Šeriff Tiraspol           | 0:2 | Manchester United             | Zimbru Stadium, Kišiněv diváci: 8 734 rozhodčí: Paweł Raczkowski |
|                           |     | Sancho 17' Ronaldo 39' (pen.) | Zimbru Stadium, Kišiněv diváci: 8 734 rozhodčí: Paweł Raczkowski |

| 15. září 2022 18:45     |     |           |                                                                   |
| Real Sociedad           | 2:1 | Omonia    | Reale Arena, San Sebastián diváci: 28 587 rozhodčí: Kristo Tohver |
| Guevara 30' Sørloth 80' |     | Bruno 72' | Reale Arena, San Sebastián diváci: 28 587 rozhodčí: Kristo Tohver |

3. Kolo
| 6. října 2022 18:45 UTC+3 |     |                         |                                                                |
| Šeriff Tiraspol           | 0:2 | Real Sociedad           | Zimbru Stadium, Kišiněv diváci: 5 427 rozhodčí: Harald Lechner |
|                           |     | Silva 53' Elustondo 62' | Zimbru Stadium, Kišiněv diváci: 5 427 rozhodčí: Harald Lechner |

| 6. října 2022 18:45 UTC+3     |     |                               |                                                             |
| Omonia                        | 2:3 | Manchester United             | GSP Stadion, Nikósie diváci: 20 011 rozhodčí: João Pinheiro |
| Ansarífárd 34' Panayiotou 85' |     | Rashford 53', 84' Martial 63' | GSP Stadion, Nikósie diváci: 20 011 rozhodčí: João Pinheiro |

4. Kolo
| 13. října 2022 21:00 |     |        |                                                                  |
| Manchester United    | 1:0 | Omonia | Old Trafford, Manchester diváci: 74 310 rozhodčí: Jérôme Brisard |
| McTominay 90+3'      |     |        | Old Trafford, Manchester diváci: 74 310 rozhodčí: Jérôme Brisard |

| 13. října 2022 21:00 UTC+1         |     |                 |                                                                 |
| Real Sociedad                      | 3:0 | Šeriff Tiraspol | Reale Arena, San Sebastián diváci: 25 806 rozhodčí: Enea Jorgji |
| Sørloth 45+1' Rico 66' Navarro 81' |     |                 | Reale Arena, San Sebastián diváci: 25 806 rozhodčí: Enea Jorgji |

5. Kolo
| 27. října 2022 21:00 UTC+1         |     |                 |                                                                           |
| Manchester United                  | 3:0 | Šeriff Tiraspol | Old Trafford, Manchester diváci: 73 764 rozhodčí: Anastasios Sidiropoulos |
| Dalot 44' Rashford 65' Ronaldo 81' |     |                 | Old Trafford, Manchester diváci: 73 764 rozhodčí: Anastasios Sidiropoulos |

| 27. října 2022 21:00 UTC+3 |     |                          |                                                            |
| Omonia                     | 0:2 | Real Sociedad            | GSP Stadion, Nikósie diváci: 11 780 rozhodčí: Tamás Bognár |
|                            |     | Navarro 45+2' Méndez 60' | GSP Stadion, Nikósie diváci: 11 780 rozhodčí: Tamás Bognár |

6. Kolo
| 3. listopadu 2022 18:45 |     |                   |                                                                    |
| Real Sociedad           | 0:1 | Manchester United | Reale Arena, San Sebastián diváci: 36 744 rozhodčí: Georgi Kabakov |
|                         |     | Garnacho 17'      | Reale Arena, San Sebastián diváci: 36 744 rozhodčí: Georgi Kabakov |

| 3. listopadu 2022 18:45 UTC+2 |     |        |                                                            |
| Šeriff Tiraspol               | 1:0 | Omonia | Zimbru Stadium, Kišiněv diváci: 2 295 rozhodčí: Fran Jović |
| Rasheed 88'                   |     |        | Zimbru Stadium, Kišiněv diváci: 2 295 rozhodčí: Fran Jović |

### Skupina F
| Poř. | Tým         | Z | V | R | P | VG | OG | B |
| ---- | ----------- | - | - | - | - | -- | -- | - |
| 1.   | Feyenoord   | 6 | 2 | 2 | 2 | 13 | 9  | 8 |
| 2.   | Midtjylland | 6 | 2 | 2 | 2 | 12 | 8  | 8 |
| 3.   | Lazio Řím   | 6 | 2 | 2 | 2 | 9  | 11 | 8 |
| 4.   | Sturm Graz  | 9 | 2 | 2 | 2 | 4  | 10 | 8 |

1. Kolo
| 8. září 2022 21:00                             |     |                         |                                                                            |
| Lazio Řím                                      | 4:2 | Feyenoord               | Stadio Olimpico, Řím diváci: 22 763 rozhodčí: Ricardo de Burgos Bengoetxea |
| Alberto 4' Felipe Anderson 15' Vecino 28', 63' |     | Giménez 69' (pen.), 88' | Stadio Olimpico, Řím diváci: 22 763 rozhodčí: Ricardo de Burgos Bengoetxea |

| 8. září 2022 21:00 |     |             |                                                                      |
| Štýrský Hradec     | 1:0 | Midtjylland | Merkur Aréna, Štýrský Hradec diváci: 10 521 rozhodčí: Alijar Aghajev |
| Emegha 8'          |     |             | Merkur Aréna, Štýrský Hradec diváci: 10 521 rozhodčí: Alijar Aghajev |

2. Kolo
| 15. září 2022 18:45                                                 |     |                      |                                                             |
| Midtjylland                                                         | 5:1 | Lazio Řím            | MCH Aréna, Herning diváci: 9 052 rozhodčí: Nikola Dabanović |
| Paulinho 26' Kaba 30' Isaksen 52' (pen.) Evander 67' Sviatčenko 72' |     | Milinković-Savić 57' | MCH Aréna, Herning diváci: 9 052 rozhodčí: Nikola Dabanović |

| 15. září 2022 18:45                                               |     |                |                                                            |
| Feyenoord                                                         | 6:0 | Štýrský Hradec | De Kuip, Rotterdam diváci: 30 025 rozhodčí: Jérôme Brisard |
| Džahánbachš 9', 41' Hancko 31' Danilo 34' Giménez 66' Idrissi 78' |     |                | De Kuip, Rotterdam diváci: 30 025 rozhodčí: Jérôme Brisard |

3. Kolo
| 6. října 2022 18:45 |     |           |                                                                      |
| Štýrský Hradec      | 0:0 | Lazio Řím | Merkur Aréna, Štýrský Hradec diváci: 14 171 rozhodčí: Benoît Bastien |
|                     |     |           | Merkur Aréna, Štýrský Hradec diváci: 14 171 rozhodčí: Benoît Bastien |

| 6. října 2022 21:00     |     |                                |                                                              |
| Midtjylland             | 2:2 | Feyenoord                      | MCH Aréna, Herning diváci: 9 044 rozhodčí: Mohammed Al-Hakim |
| Isaksen 54' Juninho 85' |     | Szymański 23' Kökcü 45' (pen.) | MCH Aréna, Herning diváci: 9 044 rozhodčí: Mohammed Al-Hakim |

4. Kolo
| 13. října 2022 18:45  |     |                             |                                                            |
| Feyenoord             | 2:2 | Midtjylland                 | De Kuip, Rotterdam diváci: 43 086 rozhodčí: Rade Obrenović |
| Timber 32' Hancko 48' |     | Martínez 16' Sviatčenko 58' | De Kuip, Rotterdam diváci: 43 086 rozhodčí: Rade Obrenović |

| 13. října 2022 21:00          |     |                 |                                                                |
| Lazio Řím                     | 2:2 | Štýrský Hradec  | Stadio Olimpico, Řím diváci: 21 059 rozhodčí: Sascha Stegemann |
| Immobile 45' (pen.) Pedro 71' |     | Bøving 56', 83' | Stadio Olimpico, Řím diváci: 21 059 rozhodčí: Sascha Stegemann |

5. Kolo
| 27. října 2022 18:45           |     |             |                                                                |
| Lazio Řím                      | 2:1 | Midtjylland | Stadio Olimpico, Řím diváci: 17 756 rozhodčí: Daniel Stefański |
| Milinković-Savić 36' Pedro 58' |     | Isaksen 8'  | Stadio Olimpico, Řím diváci: 17 756 rozhodčí: Daniel Stefański |

| 27. října 2022 21:00 |     |           |                                                                   |
| Štýrský Hradec       | 1:0 | Feyenoord | Merkur Aréna, Štýrský Hradec diváci: 13 987 rozhodčí: Espen Eskås |
| Kiteišvili 90+3'     |     |           | Merkur Aréna, Štýrský Hradec diváci: 13 987 rozhodčí: Espen Eskås |

6. Kolo
| 3. listopadu 2022 18:45 |     |                |                                                      |
| Midtjylland             | 2:0 | Štýrský Hradec | MCH Aréna, Herning diváci: 9 134 rozhodčí: Matej Jug |
| Dreyer 15', 72'         |     |                | MCH Aréna, Herning diváci: 9 134 rozhodčí: Matej Jug |

| 3. listopadu 2022 18:45 |     |           |                                           |
| Feyenoord               | 1:0 | Lazio Řím | De Kuip, Rotterdam rozhodčí: Irfan Peljto |
| Giménez 64'             |     |           | De Kuip, Rotterdam rozhodčí: Irfan Peljto |

### Skupina G
| Poř. | Tým        | Z | V | R | P | VG | OG | B  |
| ---- | ---------- | - | - | - | - | -- | -- | -- |
| 1.   | Freiburg   | 6 | 4 | 2 | 0 | 13 | 3  | 14 |
| 2.   | Nantes     | 6 | 3 | 0 | 3 | 6  | 11 | 9  |
| 3.   | Karabach   | 6 | 2 | 2 | 2 | 9  | 5  | 8  |
| 4.   | Olympiakos | 6 | 0 | 2 | 4 | 2  | 11 | 2  |

1. Kolo
| 8. září 2022 21:00         |     |                 |                                                                       |
| Nantes                     | 2:1 | Olympiakos      | Stade de la Beaujoire, Nantes diváci: 31 276 rozhodčí: Harald Lechner |
| Mohamed 32' Guessand 90+3' |     | Moutoussamy 50' | Stade de la Beaujoire, Nantes diváci: 31 276 rozhodčí: Harald Lechner |

| 8. září 2022 21:00       |     |             |                                                                        |
| Freiburg                 | 2:1 | Karabach    | Europa-Park Stadion, Freiburg diváci: 31 500 rozhodčí: Erik Lambrechts |
| Grifo 7' (pen.) Doan 15' |     | Vešović 39' | Europa-Park Stadion, Freiburg diváci: 31 500 rozhodčí: Erik Lambrechts |

2. Kolo
| 15. září 2022 18:45 UTC+3 |     |                                |                                                                |
| Olympiakos                | 0:3 | Freiburg                       | Stadion Karaiskakis, Pireus diváci: 23 104 rozhodčí: Matej Jug |
|                           |     | Höfler 5' Gregoritsch 25', 52' | Stadion Karaiskakis, Pireus diváci: 23 104 rozhodčí: Matej Jug |

| 15. září 2022 18:45 UTC+4         |     |        |                                                                                 |
| Karabach                          | 3:0 | Nantes | Stadion republiky Tofiqeho Bahramova, Baku diváci: 26 495 rozhodčí: Enea Jorgji |
| Owusu 60' Zoubir 65' Janković 72' |     |        | Stadion republiky Tofiqeho Bahramova, Baku diváci: 26 495 rozhodčí: Enea Jorgji |

3. Kolo
| 6. října 2022 21:00 UTC+3 |     |                                    |                                                                   |
| Olympiakos                | 0:3 | Karabach                           | Stadion Karaiskakis, Pireus diváci: 21 677 rozhodčí: Irfan Peljto |
|                           |     | Owusu 68' Vešović 82' Šejdajev 86' | Stadion Karaiskakis, Pireus diváci: 21 677 rozhodčí: Irfan Peljto |

| 6. října 2022 21:00  |     |        |                                                                     |
| Freiburg             | 2:0 | Nantes | Europa-Park Stadion, Freiburg diváci: 33 200 rozhodčí: Glenn Nyberg |
| Kyereh 48' Grifo 72' |     |        | Europa-Park Stadion, Freiburg diváci: 33 200 rozhodčí: Glenn Nyberg |

4. Kolo
| 13. října 2022 18:45 |     |                                                                |                                                                       |
| Nantes               | 0:4 | Freiburg                                                       | Stade de la Beaujoire, Nantes diváci: 31 845 rozhodčí: Horațiu Feșnic |
|                      |     | Kübler 26' Gregoritsch 71' Simon 82' (vl.) Jeong Woo-yeong 87' | Stade de la Beaujoire, Nantes diváci: 31 845 rozhodčí: Horațiu Feșnic |

| 13. října 2022 18:45 UTC+4 |     |            |                                                                                  |
| Karabach                   | 0:0 | Olympiakos | Stadion republiky Tofiqeho Bahramova, Baku diváci: 31 200 rozhodčí: Craig Pawson |
|                            |     |            | Stadion republiky Tofiqeho Bahramova, Baku diváci: 31 200 rozhodčí: Craig Pawson |

5. Kolo
| 27. října 2022 21:00 |     |              |                                                                      |
| Freiburg             | 1:1 | Olympiakos   | Europa-Park Stadion, Freiburg diváci: 33 000 rozhodčí: Kristo Tohver |
| Kübler 90+3'         |     | El-Arabi 17' | Europa-Park Stadion, Freiburg diváci: 33 000 rozhodčí: Kristo Tohver |

| 27. října 2022 21:00  |     |                   |                                                                     |
| Nantes                | 2:1 | Karabach          | Stade de la Beaujoire, Nantes diváci: 30 927 rozhodčí: Jakob Kehlet |
| Blas 17' Ganago 90+5' |     | Ozobić 56' (pen.) | Stade de la Beaujoire, Nantes diváci: 30 927 rozhodčí: Jakob Kehlet |

6. Kolo
| 3. listopadu 2022 18:45 UTC+4 |     |                     |                                                                                      |
| Karabach                      | 1:1 | Freiburg            | Stadion republiky Tofiqeho Bahramova, Baku diváci: 30 430 rozhodčí: Aleksei Kulbakov |
| Owusu 90+2'                   |     | Petersen 25' (pen.) | Stadion republiky Tofiqeho Bahramova, Baku diváci: 30 430 rozhodčí: Aleksei Kulbakov |

| 3. listopadu 2022 18:45 UTC+2 |     |                      |                                                                   |
| Olympiakos                    | 0:2 | Nantes               | Stadion Karaiskakis, Pireus diváci: 16 254 rozhodčí: Serhij Bojko |
|                               |     | Mohamed 79' Blas 90' | Stadion Karaiskakis, Pireus diváci: 16 254 rozhodčí: Serhij Bojko |

### Skupina H
| Poř. | Tým         | Z | V | R | P | VG | OG | B  |
| ---- | ----------- | - | - | - | - | -- | -- | -- |
| 1.   | Ferencváros | 6 | 3 | 1 | 2 | 8  | 9  | 10 |
| 2.   | Monako      | 6 | 3 | 1 | 2 | 9  | 8  | 10 |
| 3.   | Trabzonspor | 6 | 3 | 0 | 3 | 11 | 9  | 9  |
| 4.   | CZ Bělehrad | 6 | 2 | 0 | 4 | 9  | 11 | 6  |

1. Kolo
| 8. září 2022 21:00 |     |                   |                                                                     |
| CZ Bělehrad        | 0:1 | Monako            | Stadion Rajka Mitiće, Bělehrad diváci: 40 226 rozhodčí: Harm Osmers |
|                    |     | Embolo 74' (pen.) | Stadion Rajka Mitiće, Bělehrad diváci: 40 226 rozhodčí: Harm Osmers |

| 8. září 2022 21:00              |     |                     |                                                                 |
| Ferencváros                     | 3:2 | Trabzonspor         | Groupama Aréna, Budapešt diváci: 17 987 rozhodčí: Fabio Maresca |
| Nguen 5', 44' (pen.) Traoré 29' |     | Gómez 39' Bozok 71' | Groupama Aréna, Budapešt diváci: 17 987 rozhodčí: Fabio Maresca |

2. Kolo
| 15. září 2022 18:45 UTC+3 |     |             |                                                                         |
| Trabzonspor               | 2:1 | CZ Bělehrad | Medical Park Stadium, Trabzon diváci: 24 884 rozhodčí: Sascha Stegemann |
| Hamšík 16' Trézéguet 68'  |     | Nikolić 89' | Medical Park Stadium, Trabzon diváci: 24 884 rozhodčí: Sascha Stegemann |

| 15. září 2022 18:45 |     |             |                                                             |
| Monako              | 0:1 | Ferencváros | Stade Louis II., Monako diváci: 3 931 rozhodčí: Espen Eskås |
|                     |     | Vécsei 80'  | Stade Louis II., Monako diváci: 3 931 rozhodčí: Espen Eskås |

3. Kolo
| 6. října 2022 18:45                          |     |                  |                                                                         |
| CZ Bělehrad                                  | 4:1 | Ferencváros      | Stadion Rajka Mitiće, Bělehrad diváci: 26 244 rozhodčí: Lawrence Visser |
| Kanga 27' (pen.), 60' Mitrović 35' Katai 51' |     | Zachariassen 71' | Stadion Rajka Mitiće, Bělehrad diváci: 26 244 rozhodčí: Lawrence Visser |

| 6. října 2022 18:45                     |     |               |                                                                  |
| Monako                                  | 3:1 | Trabzonspor   | Stade Louis II., Monako diváci: 5 050 rozhodčí: Giorgi Kruašvili |
| Ben Yedder 14', 45+2' (pen.) Disasi 55' |     | Bakasetas 72' | Stade Louis II., Monako diváci: 5 050 rozhodčí: Giorgi Kruašvili |

4. Kolo
| 13. října 2022 21:00 UTC+3                             |     |        |                                                                     |
| Trabzonspor                                            | 4:0 | Monako | Medical Park Stadium, Trabzon diváci: 24 343 rozhodčí: Jakob Kehlet |
| Sarr 44' (vl.) Vitor Hugo 48' Bardhi 57' Trézéguet 69' |     |        | Medical Park Stadium, Trabzon diváci: 24 343 rozhodčí: Jakob Kehlet |

| 13. října 2022 21:00       |     |              |                                                                    |
| Ferencváros                | 2:1 | CZ Bělehrad  | Groupama Aréna, Budapešt diváci: 20 675 rozhodčí: Daniel Stefański |
| Zachariassen 23' Mmaee 61' |     | Mitrović 55' | Groupama Aréna, Budapešt diváci: 20 675 rozhodčí: Daniel Stefański |

5. Kolo
| 27. října 2022 21:00 |     |               |                                                                       |
| CZ Bělehrad          | 2:1 | Trabzonspor   | Stadion Rajka Mitiće, Bělehrad diváci: 30 431 rozhodčí: João Pinheiro |
| Katai 37' Pešić 64'  |     | Bakasetas 39' | Stadion Rajka Mitiće, Bělehrad diváci: 30 431 rozhodčí: João Pinheiro |

| 27. října 2022 21:00 |     |                |                                                               |
| Ferencváros          | 1:1 | Monako         | Groupama Aréna, Budapešt diváci: 20 517 rozhodčí: Enea Jorgji |
| Zachariassen 81'     |     | Ben Yedder 31' | Groupama Aréna, Budapešt diváci: 20 517 rozhodčí: Enea Jorgji |

6. Kolo
| 3. listopadu 2022 18:45 UTC+3 |     |             |                                                                    |
| Trabzonspor                   | 1:0 | Ferencváros | Medical Park Stadium, Trabzon diváci: 22 840 rozhodčí: Harm Osmers |
| Bakasetas 7'                  |     |             | Medical Park Stadium, Trabzon diváci: 22 840 rozhodčí: Harm Osmers |

| 3. listopadu 2022 18:45              |     |                  |                                                                  |
| Monako                               | 4:1 | CZ Bělehrad      | Stade Louis II., Monako diváci: 6 341 rozhodčí: Serdar Gözübüyük |
| Volland 5', 27', 87' Rodić 50' (vl.) |     | Kanga 54' (pen.) | Stade Louis II., Monako diváci: 6 341 rozhodčí: Serdar Gözübüyük |